# Випробувальний режим
Випробувальний режим — режим роботи устатковання за спеціальними заявками і програмами, метою якого є перевірка відповідності технічних характеристик устатковання після монтажу, модернізації, ремонту вимогам нормативних документів, інструкцій заводу-виробника і проектній документації.
Випробування та налагодження тепловикористовувальних ітеплофікаційних установок, теплових мереж проводиться згідно з методиками та інструкціями з експлуатації. За вислідами випробувань розробляють і аналізують у визначені терміни енергетичні баланси та нормативні характеристики і вживаються заходи для їх оптимізації. Перелік теплових установок, на яких мають проводитись енергетичні випробування, затверджує керівництво суб'єкта господарювання чи вища організація.